# Systembryder
Systembryder er en tysk spillefilm fra 2020 instrueret af Nora Fingscheidt.
Systembryder havde succes med kritikere og publikum i Tyskland og vandt også en række tyske og internationale film- og festivalpriser. 

## Handling
Ved første øjekast er 9-årige Bernadette, kendt som "Benni", en munter og venlig pige. Men enhver skuffelse eller konflikt kan udløse et ukontrolleret vredesudbrud, der forårsager alvorlig skade på andre eller hende selv.
Som en såkaldt "systembryder" er hun i fare for at falde gennem sprækkerne i det tyske børne- og ungdomsværn, fordi hun befinder sig i en ond cirkel. Hun længes efter en rigtig familie, men er ikke i stand til at respektere andre menneskers behov. Dette fører til det næste vredesudbrud, så hver placering mislykkes – og hver skuffelse gør det næste forsøg sværere. 
Fra specialskolen er hun permanent suspenderet. Benni ville allerhelst bo hos sin mor Bianca og sine to yngre søskende, men moderen er fuldstændig handlingslammet og bange for hende. Biancas partner Jens er hadet af Benni, fordi han behandler hendes udbrud med hårdhed, hvilket fører til en endeløs eskalering. Under sådan et skænderi låser Jens Benni inde i et skab og får politiet til at hente hende. 
Den hjertevarme fru Bafané fra ungdomskontoret gør alt for at hjælpe Benni og hyrer anti-aggressionstræneren Micha, der arbejder med unge voldsforbrydere. Han foreslår at tilbringe tre uger med Benni i en ensom hytte i skoven. Efter korte indledende problemer accepterer Benni, fordi hun godt kan lide Micha, og det bliver et begivenhedsrigt og gavnligt ophold for hende. Men da Micha bringer hende tilbage til hendes bopæl, klamrer hun sig til ham og tvinger ham til at tage hende med hjem til endnu en nat. Micha bemærker, hvordan han mister den nødvendige terapeutiske distance til hende, især fordi hun ser ham som en surrogatfar, hun kommer for tæt på ham fysisk og tilsyneladende har sat sig som mål at blive adopteret af ham. Han vil opgive sagen, som fru Bafané forsøger at tale ham fra.
Overraskende tilbyder Bianca at tage sin datter med tilbage – hun er gået fra Jens. Det gør Benni meget glad. Men da man på instutionen diskuterer, hvordan hun skal fortsætte, går Bianca fra sit løfte igen og forlader Benni uden at sige farvel. Fru Bafané, må meddel den nye skuffelse til den fortvivlede Benni, får selv et nervøst sammenbrud og bliver kærligt trøstet af Benni. Anbringelsen hos en tidligere plejemor slår også fejl, da Benni under et vredesudbrud kommer til at skade et yngre plejebarn, der også bor der.
Dn eneste muligheder, der er tilbage, er en pædagogisk lukket bolig eller et længere udlandsophold. Benni flygter til Michas familie, hvor Michas kone nu indvilliger i at tage hende ind for en nat. Næste morgen vågner Benni tidligt, tager Michas søn Aaron, giver ham sin flaske og leger kærligt med ham. Da moderen kommer hen og beder hende på en venlig måde om at give hende barnet, afslår Benni trodsigt. Situationen eskalerer til det punkt, at Benni råber ad begge forældre, at Aaron vil blive hos hende og låser sig inde på badeværelset med babyen. Da Micha ved, at Benni er i stand til hvad som helst i et raseri, sparker han døren ind og finder kun Aaron. Benni flygtede ud af vinduet, få timer senere blev hun fundet i skoven med hypotermi og kørt på hospitalet.
Et forsøg på at sende Benni til Afrika mislykkes, da hun nægter at få sit tøjdyr kontrolleret i lufthavnen og flygter ud ad sikkerhedsområdet. Filmen slutter med, at hun leende springer ud fra en udsigtsbalkon. Billedet fryser og knækker, som om hun var sprunget mod en glasrude.

## Oprindelseshistorie
Systemsprænger er Nora Fingscheidts første spillefilm i fuld længde som instruktør. Hun blev efter eget udsagn opmærksom på emnet under optagelserne til dokumentarfilmen "Das Haus bei den Bahnen" (2014), som hun producerede sammen med Simone Gaul. Filmen viser hverdagen i et hjem for hjemløse kvinder i Stuttgart. Blandt kvinderne, som Fingscheidt mødte, var der en 14-årig pige, der som systembryder ikke var blevet optaget på en ungdomsforsorgsinstitution.

Efter omfattende research skrev Fingscheidt manuskriptet til filmen over en periode på fem år. I denne tid boede eller arbejdede hun i bogrupper, på en skole for pædagogisk bistand, et sted for pasning af børn, en børnepsykiatrisk klinik og havde drøftelser med ansatte i institutioner eller myndigheder samt børne- og ungdomspsykologer. Ifølge Fingscheidt blev filmen lavet for at øge forståelsen for svært traumatiserede børn som Benni. 
Hun valgte bevidst en 9-årig pige uden migrationsbaggrund og før pubertetens begyndelse som hovedperson, selvom drenge er i flertal som systembrydere. 
At lave en dokumentar om systembrydere var aldrig en mulighed for Fingscheidt. ”Jeg ville skabe en vildt energisk audiovisuel filmoplevelse, der ikke foregiver at være realistisk. For virkeligheden er meget værre,” siger Fingscheidt. [5]

## Medvirkende
- Helena Zengel, Bernadette
- Albrecht Schuch, Michael Heller
- Gabriela Maria Schmeide, Frau Befané
- Lisa Hagmeister, Bianca Klaass